# فرودگاه اوگنو–کوپاروک
فرودگاه اوگنو-کوپاروک  (به انگلیسی: Ugnu-Kuparuk Airport)  یک فرودگاه خصوصی  با کد یاتا UUK است که یک باند فرود شن دارد و طول باند آن ۱۸۲۹ متر است. این فرودگاه در  کشور ایالات متحده آمریکا قرار دارد و در ارتفاع ۲۰ متری از سطح دریا واقع شده است.